# Smartisme
Het smartisme is een denominatie in het hindoeïsme die nauw samenhangt met de advaita-traditie. Het smartisme is een monistisch geloof. Smarta's (de volgelingen bij het smartisme) accepteren en vereren de voornaamste vormen van God zoals Ganesh, Shiva, Vishnoe, Surya en Skanda. Het smartisme is een weg van meditatie en filosofie en wordt over het algemeen beschouwd als liberaal en niet-sektarisch.
Een smartist kan tot de vorm van God bidden waar hij/zij de voorkeur aan geeft (of zoals monisten het liever noemen, de Ishta Devata) en om Gods zegen vragen om Moksha te mogen bereiken en zo de cyclus van wedergeboorte te beëindigen.
In het sanskriet betekent smartra, "iemand die zich herinnert, een leraar (etc.)" en smarta betekent "verband houdend met de herinnering of gebaseerd op de smriti, op de traditie, voorgeschreven of gesanctioneerd door de traditionele wetten of gebruiken (etc.)", van de stam smr = "herinneren".
Het concept van de Ishta Deva is voor buitenstaanders verwarrend en heeft ertoe geleid dat men het hindoeïsme als polytheïstisch is gaan zien, terwijl smarta's monisten zijn en slechts geloven in meervoudige manifestaties van de ene God of de ene bestaansbron. De hindoe-monisten zien slechts één eenheid, waarbij de persoonlijke goden de verschillende aspecten van het Ene Allerhoogste Wezen vormen, als een enkele straal licht, die door een prisma in verschillende kleuren uiteenvalt en die allemaal verering waardig zijn. Deze specifieke smarta-interpretatie van het Ishta Deva-concept, heeft de perceptie van het hele hindoeïsme bij buitenstaanders gekleurd, terwijl de andere denominaties dit geloof niet delen en meer beantwoorden aan het conventionele Westerse idee van wat een monotheïstisch geloof is.
Swami Vivekananda, een volgeling van Ramakrishna en vele anderen die het hindoeïsme naar het Westen brachten, waren qua geloof smartist. De andere denominaties van het hindoeïsme hangen dit geloof echter niet aan. Alleen een smartist zou er geen moeite mee hebben om Shiva en Vishnoe beide te vereren, omdat hij de verschillende aspecten van God ziet als leidend naar een en dezelfde God. Het is vooral dit smarta-idee dat het beeld van het hindoeïsme in het Westen heeft bepaald. Een vaishnaviet daarentegen beschouwt slechts Vishnu als de enige ware God die verering verdient en ziet de andere vormen als ondergeschikt. Zo gelooft een vaishnaviet ook dat alleen Vishnoe in staat is het uiteindelijke doel van ieder mens, de moksha, te schenken. Shaivieten geloven op eenzelfde manier dat alleen Shiva dit kan doen.
Bij de shakta's wordt Shakti vereerd om Shiva te kunnen bereiken. Die wordt gezien als de onpersoonlijke, absolute God. Shaivieten en vaishnavieten beschouwen Surya (de zonnegod) vaak als een aspect van Shiva resp. Vishnoe. Zo wordt de zon bij de vaishnavieten Surya Narayana genoemd. In de shaiva-theologie wordt de zon beschouwd als een van de acht vormen van Shiva, de Astamurti. Ganesh en Skanda zijn voor hen aspecten van Shiva en Shakti. Volgens het smartisme vereren de meeste hindoes Ishvara in de vorm van Vishnu of Shiva.
Belangrijke smartagemeenschappen in Zuid-India zijn onder vele andere de Iyergemeenschap van Tamil Nadu, de Namboothirigemeenschap van Kerala en de Vaidiki Velanadu-, Vaidiki Mulukanadu-, Vaidiki Baganadu-, Vaidiki Telanganaya-, Hoysala Kannada-, Koti brahmin-, Arvel Niyogi- en Gaud Saraswat brahmin-gemeenschappen van Andhra Pradesh en Karnataka.